# (2011) Ветерания
(2011) Ветерания (предварительное обозначение 1970 QB1) — каменный астероид семейства Весты из внутреннего региона пояса астероидов, диаметром около 6 километров. Он был открыт 30 августа 1970 года советским астрономом Тамарой Смирновой в Крымской астрофизической обсерватории и назван в честь советских ветеранов Великой Отечественной войны.

## Классификация и орбита
Ветерания — член семейства Весты. Она вращается вокруг Солнца во внутреннем главном поясе на расстоянии 2,0—2,7 а. е., совершая один оборот по орбите за 3 года и 8 месяцев (1347 дней). Её орбита имеет эксцентриситет 0,15 и наклон 6° к плоскости эклиптики. Первое наблюдение до открытия было сделано в Паломарской обсерватории в 1950 году, что расширило дугу наблюдения астероида на 20 лет до его открытия.

## Физические характеристики
Collaborative Asteroid Lightcurve Link (CALL) и крупномасштабное исследование Pan-STARRS классифицируют его как астероид S-типа и V-типа соответственно.
Согласно исследованию, проведенному миссией NEOWISE космического телескопа НАСА WISE, поверхность астероида имеет исключительно высокое альбедо 0,46 и соответствующий диаметр 5,2 километра, в то время как CALL предполагает стандартное альбедо для каменных астероидов 0,20. Поэтому CALL вычисляет больший диаметр 7,8 километра, поскольку чем ниже альбедо (отражательная способность), тем больше диаметр тела при постоянной абсолютной величине (яркости).
Фотометрический анализ кривой блеска, проведённый японским астрономом Сунао Хасэгавой в 2004 году, дал период вращения 8,209 ± 0,005 часов с амплитудой яркости 0,30 звёздной величины.

## Название
Эта малая планета была названа в честь советских ветеранов Великой Отечественной войны. Официальная ссылка на название была опубликована Центром малых планет 1 сентября 1978 года (M. P. C. 4481).